# Evisu
Evisu ou Evisu Genes est une entreprise japonaise de confection de vêtements qui se spécialise dans la production de denim avec des méthodes traditionnelles exigeant beaucoup de travail.

## Historique
La marque a été fondée en 1991 à Osaka, au Japon, par Hidehiko Yamane. Son siège se trouve à Otsu (Préfecture de Shiga).
La première ligne de production permettait de produire environ 14 jeans par jour, avec pour chacune d'eux un goéland peint à la main par Yamane lui-même.
Ebisu est le nom d'un dieu japonais de l'argent qui est populaire et habituellement représenté avec une canne à pêche. Son nom a été choisi pour la nouvelle entreprise parce que l'argent et la pêche sont deux de cinq choses préférées de Yamane[citation nécessaire].
Au début des années 1990, Yamane a introduit une ligne tailleur, suivie d'une ligne pour la pêche et une pour le golf. En 1999, il a introduit une ligne pour femmes, appelée Evisu Donna, pour compléter le développement de Evisu, comme un produit de mode allant bien au-delà d'une marque de jeans. Evisu a maintenant[citation nécessaire] 65 magasins au Japon.
En mars 2006, la société et Yamane ont été signalés au parquet de Tokyo, ainsi qu'une autre entreprise, à cause de soupçons de fraude fiscale. Yamane et les deux entreprises étaient accusés de dissimuler plus de 500 millions de yens de revenus ainsi que de se soustraire à quelque 160 millions de yens en impôts en trois ans,.
En 2009, Evisu a été relancé, et Scott Morrison, le cofondateur de Paper Denim & Cloth et Earnest Sewn, a été ajouté à l'équipe d'Evisu en tant que chef de la direction et Directeur de la création.

## Culture populaire
La marque a été mentionnée dans plusieurs chansons de rap américain, dont "Show You How" et "Jigga That Nigga" de Jay-Z, en 2002, "Where Y'all At" de Nas en 2006, "Bury me a G" de Young Jeezy, "Down for my Niggaz" de The Game, "ASAP" de T. I. et "Lock & Load (Feat. Kurupt)" de Lil Wayne.
Club Dogo, un groupe de rap italien, a mentionné la marque dans le single "Spacco tutto".
Le rappeur français Népal a donné le nom de la marque au deuxième track de son projet "Kkshisense8".
La Fouine cite la marque dans l'album Aller-Retour paru en 2007[réf. nécessaire]